# Andrea del Sarto (Musset)
Andrea del Sarto es un drama de tres actos en prosa de Alfred de Musset, publicado en 1833. Se editó una nueva versión en 1851, de dos actos solamente y con el final cambiado a causa de la censura. 

## Personajes
- Andrea del Sarto, pintor
- Cordiani, pintor y alumno de Andrea
- Damiano, pintor y alumno de Andrea
- Lionel, pintor y alumno de Andrea
- Cesario, pintor y alumno de Andrea
- Gremio, portero
- Maturino, criado
- Giovanni, criado
- Lucrezia Del Fede, mujer de Andrea
- Spinetta, dama de compañía
- Un médico
- Pintores, criados, etc

## Resumen de la versión original (tres actos)

### Acto I

#### Escena I
Una noche, el portero Gremio es herido por un hombre que estaba saliendo por la ventana de Lucrezia, la mujer del pintor Andrea del Sarto. Damiano acude al oírlo gritar y le dice que no ha visto bien, y le da una bolsa con dinero para que se calle y se vaya a beber. Damiano llama a Cordiani, y este viene. Damiano le reprocha que tenga una relación con Lucrezia. A la mañana siguiente, en el taller medio vacío (que una vez había estado lleno de alumnos), Damiano le dice a Andrea que Cordiani se va a ausentar de su clase de pintura, porque está enfermo. Andrea lamenta su ausencia: dice que Cordiani es su más fiel amigo.

#### Escena II
En el bosque, Gremio, reflexiona sobre los acontecimientos de la noche anterior. Entre Andrea, lamentando carecer de dinero. Andrea ve la herida de Gremio y éste intenta ocultarle cómo se la ha hecho, pero acaba por confesárselo todo. Entonces, Andrea le pide que se embosque bajo la ventana de Lucrezia esa noche.

#### Escena III
Lucrezia se prepara para recibir a Cordiano, pero llega Andrea: quiere quedarse con ella. Entra Cordiani, que pierde la compostura al ver a Andrea y dice haber venido a buscarlo. Entonces, se nos hace saber que Gremio, que estaba emboscado, ha muerto, y que el asesino está en la casa. Andrea lo manda buscar. Ve que su mano está manchada de sangre, y comprende que Cordiani es el asesino: es el único al que ha estrechado la mano. Manda suspender la búsqueda y pide que lo dejen solo.

### Acto II

#### Escena I
Damiano y Cordiani se encuentran de nuevo esa noche en el jardín. Damiano le dice que Andrea no sospecha nada. Pasan Lionel y Cesario, los últimos alumnos de Andrea. Lionel opina que Andrea es un cobarde, porque ha hecho suspender la búsqueda, y Cesario dice querer irse al taller de otro maestro: considera que el taller de Andrea está acabado, porque ya no va nadie, y él se aburre. Cordiano está solo, pero Andrea viene y le cuenta que lo sabe todo. No lo va a matar, pero debe marcharse. Andrea vuelve a su casa y Cordiano prepara su partida con su criado; pero decide sobre la marcha ir a ver a Lucrezia por última vez.

#### Escena II
Lucrezia, Andrea, Lionel y Damiano se disponen a comer cuando Spinetta dice que hay un hombre en la habitación de Lucrezia. Es Cordiani. Al ser ahora pública la deshonra de Andrea, este quiere batirse con él en duelo y expulsa a Lucrezia de su casa.

#### Escena III
Cordiani es herido en el duelo, y parte con Lionel y Damiano para que lo curen. Andrea, solo, llora por haber matado a Cordiani: la herida parece profunda, y el cree que no sobrevivirá. Pasa el entierro de Gremio: ahora, Andrea se siente abandonado tanto por su fiel sirviente como por sus pupilos, su mejor amigo y su mujer.

### Acto III

#### Escena I
Cordiani está tumbado en un banco delante de la casa de la madre de Lucrezia, que se ha ausentado. Lucrezia llega, ve a Cordiani y, preocupada por él, lo hace entrar en la casa. Viene un médico. Andrea llega y ve por la ventana a Cordiani apoyádose en Lucrezia. Le escribe a Lucrezia una nota, le dice al portero que le dé de inmediato la respuesta y vuelve a su casa con Lionel: dice haber comprando veneno.  

#### Escena II
Han llegado unos enviados de Francia a casa de Andrea. El les dice que les ha robado, al utilizar en beneficio propio el dinero que el rey de Francia le había confiado para que comprara cuadros. Les da los suyos. No obstante, está preocupado y espera la respuesta a su nota. Le dice a Maturino que vaya a informarse sobre el estado de Cordiani. Maturino regresa y dice que Cordiani ya se ha curado, y que se ha marchado con Lucrezia a caballo. Andrea quiere seguirlos, pero se desmaya: está agotado. Cambia de idea, y pide una copa de vino, en la que vierne unas gotas de un frasco: es el veneno que había comprado. Bebe "à la mort des arts en Italie" ("por la muerte de las artes en Italia") y muere.

#### Escena III
Maturino ha alcanzado a Lucrezia y Cordiani, que están huyendo, y les dice: « Pourquoi fuyez-vous si vite ? La veuve d'André del Sarto peut épouser Cordiani. » ("¿Por qué huís tan deprisa? La viuda de Andrea del Sarto puede desposar a Cordiani.")

## Adaptaciones francesas
- 1941: puesta en escenade de Jean Debucourt, en la Comédie-Française[5]
- 1966: puesta en escena de  Michel Etchevery, en Noches de Millau[6]
- 1995: puesta en escena de Stanislas Foriel, en Las Celestins[7]
- 2006: puesta en escena de Nathalie Mauger, en La Comédie de Saint-Etienne[8]
- 2008: puesta en escena de Lionel Armand, en Fabrik'Theatre,[9][10]